# Ron Jans

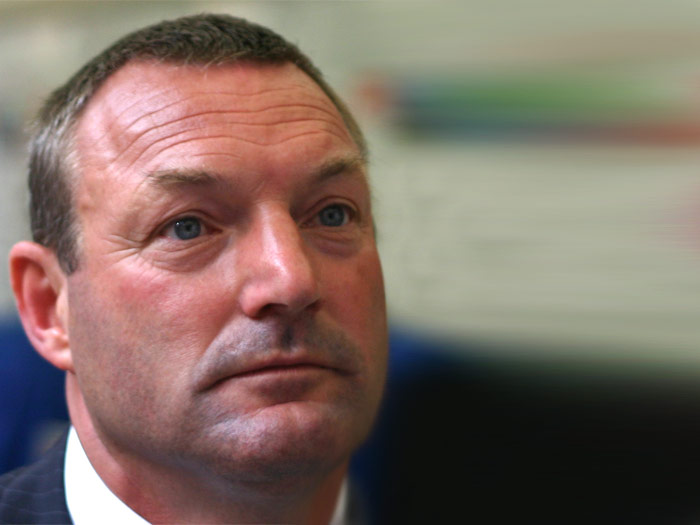
Ron Jans (2007)

Ron Jans (* 29. September 1958 in Zwolle) ist ein niederländischer ehemaliger Fußballspieler, der im Anschluss an seiner aktiven Karriere Fußballtrainer wurde.

## Sportlicher Werdegang
Jans, der in der Jugend bei RKSV Zwolle spielte, begann 1976 seine Profikarriere bei PEC Zwolle. Zunächst zweitklassig mit dem Klub aufgelaufen, stieg er mit ihm 1978 in die Eredivisie auf. Der vom Geld der Slavenburgse Bank lebende Klub ging jedoch 1982 in Konkurs. Daraufhin wechselte er zum FC Groningen, für den er zwei Spielzeiten antrat, ehe er zu Roda JC Kerkrade weiterzog. 1987 wechselte er zum japanischen Klub Mazda Motors, kehrte aber alsbald zum niederländischen Erstligisten BV Veendam zurück. Mit dem Klub stieg er Ende der Spielzeit 1988/89 aus der ersten Liga ab, blieb aber bis zum Ende seiner aktiven Karriere 1991 beim Verein.
Nach seinem Karriereende trainierte Jans zunächst die unterklassigen Amateurvereine SJS Stadskanaal, ACV und Achilles 1894. 2000 engagierte ihn der Zweitligist BVO Emmen als Assistent von Jan de Jonge, bei dem er auch unter dessen Nachfolger Hennie Spijkerman tätig war. Im Oktober 2002 kehrte er als hauptverantwortlicher Trainer zu seiner ehemaligen Spielstation FC Groningen zurück, der Dwight Lodeweges entlassen hatte. Zunächst spielte er mit der Mannschaft gegen den Abstieg, ehe er mit dem Klub ab der Spielzeit 2005/06 regelmäßig den vorderen Ligabereich erreichte. Gegen FK Partizan Belgrad respektive AC Florenz scheiterte er mit der Mannschaft jedoch jeweils früh im UEFA-Pokal. Im November 2009 verkündete er nach acht Spielzeiten beim Klub seinen Abschied zum Saisonende, an dem er erst in den Play-offs den erneuten Einzug in den Europapokal verpasste.
Im Sommer 2010 übernahm Jans als Nachfolger von Jan de Jonge bzw. der Interimslösung Jan Everse das Traineramt beim niederländischen Erstligisten SC Heerenveen. Dank seines offensiven Spielstils führte er die Friesen 2012 auf den fünften Tabellenplatz und damit in die Europa-League-Qualifikation. Mittelstürmer Bas Dost wurde Liga-Torschützenkönig und der von Jans geförderte Luciano Narsingh, der in dieser Zeit zum Nationalspieler reifte, war bester Vorlagengeber der Saison. Dennoch wurde Jans’ Vertrag nicht verlängert und er wechselte zum belgischen Erstdivisionär Standard Lüttich, bei dem er einen Einjahresvertrag unterschrieb. Nach elf Spieltagen trennte sich der Verein jedoch wieder von ihm. Standard war mit 13 Punkten auf Platz zwölf hinter den Erwartungen geblieben.
Am 20. April 2014 feierte Jans seinen größten Erfolg als PEC Zwolle durch einen 5:1-Sieg gegen Ajax Amsterdam den Niederländischen Fußballpokal gewann.